# Віташевиці
Віташевиці (пол. Witaszewice) — село в Польщі, у гміні Ґура-Свентей-Малґожати Ленчицького повіту Лодзинського воєводства.
Населення — 262 особи (2011).
У 1975-1998 роках село належало до Плоцького воєводства.

## Демографія
Демографічна структура станом на 31 березня 2011 року:
|          | Загалом | Допрацездатний вік | Працездатний вік | Постпрацездатний вік |
| -------- | ------- | ------------------ | ---------------- | -------------------- |
| Чоловіки | 130     | 23                 | 87               | 20                   |
| Жінки    | 132     | 27                 | 68               | 37                   |
| Разом    | 262     | 50                 | 155              | 57                   |